# Giovanni Marcora
Giovanni Marcora, nome di battaglia "Albertino" (Inveruno, 28 dicembre 1922 – Inveruno, 5 febbraio 1983), è stato un partigiano, imprenditore e politico italiano, nonché più volte ministro della Repubblica Italiana.
Divenne famoso anche per essere stato l'ispiratore della legge 15 dicembre 1972 n. 772, che disciplinò l'obiezione di coscienza alla leva obbligatoria in Italia ed introdusse il servizio civile nel paese.

## Biografia
Partecipò alla resistenza italiana, militando nella "Brigata Val Toce" una formazione inquadrata tra le Brigate Fiamme Verdi di orientamento cattolico che nel 1945 conterà circa 20 000 partigiani, molto attiva nella liberazione della val d'Ossola e comandata anche da Alfredo Di Dio e di cui lui diventerà vicecomandante nel Raggruppamento divisione Fratelli Di Dio.

Dopo la fine della guerra, si dedicò all'imprenditoria e nel contempo alla carriera politica, militando nella Democrazia Cristiana. Nel secondo dopoguerra fu insignito del distintivo d'onore per i patrioti "Volontari della Libertà".
Nel 1953 promosse la fondazione della rivista La Base e dell'omonima corrente della DC, di cui fu segretario amministrativo per trent'anni. Entrato nel consiglio nazionale dello Scudo Crociato nel 1962 ed eletto senatore nel 1968 (e sempre confermato fino alla morte), entrò nella direzione nel partito nel 1969 diventandone vicesegretario nazionale nel 1973.
Fu promotore e relatore della legge 15 dicembre 1972, n. 772, che per la prima volta riconobbe e disciplinò l'obiezione di coscienza al servizio militare di leva in Italia, consentendo anche di svolgere un servizio civile alternativo, obbligatorio, sostitutivo di quello armato.
Fu poi Ministro dell'agricoltura e delle foreste dal 1974 al 1980, fu poi a capo del dicastero dell'Industria e presidente della delegazione democristiana dal 1981 al 1982, cercando di fronteggiare la crisi produttiva ed occupazionale.
Muore per un male incurabile il 5 febbraio 1983.